# Онвервахт
Онвервахт (нід. Onverwacht) - місто в Суринамі, адміністративний центр округу Пара. Населення становить близько 2200 чоловік.